# Haut conseil des Maliens de l'extérieur
Le Haut conseil des Maliens de l'extérieur (HCME) est un organisme consultatif à caractère associatif, apolitique, laïc, non discriminatoire et à but non lucratif créé à la suite de la Conférence nationale de 1991 puis agréé en 1993.
Le HCME a été reconnu d’utilité publique par un décret adopté en Conseil des ministres le 14 octobre 2009.